# Syndicat des journalistes français
Le Syndicat des journalistes français (SJF) a été fondé en 1886 par Eugène Tavernier (L'Univers) et Jules Cornély (Le Figaro), les premiers journalistes à s'investir dans l'enseignement de leur métier. Présidé par Victor de Marolles, il est hébergé par l’Œuvre des cercles catholiques d’ouvriers, qui crée l'année suivante le Syndicat des employés du commerce et de l'industrie (SECI). Trente ans plus tard, le SECI et le SJF seront les piliers de la création en 1919 de la CFTC. En 1964, comme la majorité de la CFTC, il rejoint la CFDT, puis devient en 1989 l'Union syndicale des journalistes CFDT.

## Histoire
Le Syndicat des journalistes français (SJF) est né dans la foulée de la loi sur la presse de 1881 et de la loi Waldeck-Rousseau, légalisant les syndicats. 
Au même moment se créent l'Association de la critique dramatique et musicale en 1877, l'Association de la presse républicaine départementale, fondée en 1880 à Paris par le journaliste Edgar Monteil pour les employeurs, et l'Association syndicale professionnelle des journalistes républicains français. Il est alors le pilier de la "Corporation des publicistes (ancien mot pour journalistes) chrétiens", qui fédère aussi des écrivains. Cette "Corporation" distingue les deux métiers pour la première fois en 1895. Elle fonde une caisse de retraite, puis une caisse de prévoyance en 1903.
Victor Taunay (La Vérité) prend la présidence du SJF en 1913, après avoir posé les bases du statut de journaliste professionnel lors du congrès de 1910 du Bureau central des associations de presse, à une époque où le Syndicat national des journalistes n'existe pas encore.
Il cède la présidence en 1915, pendant la Première Guerre mondiale, à Alfred Tastevin de Nouvel (Les Nouvelles clichées), qui rapproche le SJF du syndicat des écrivains, à la demande d'un prêtre, le père Marie-Albert Janvier. François Veuillot (Le Figaro), neveu de Louis Veuillot (L'Univers), assure ensuite la présidence. 
Après la Première Guerre mondiale, le SJF est à l'initiative de la fondation de la CFTC les 1er et 2 novembre 1919. Le Syndicat des employés du commerce et de l'industrie est alors l'autre pilier influent du syndicalisme chrétien. La CFTC décide de regrouper 321 syndicats et se réclame de l’encyclique Rerum Novarum.
Dans les années 1920, le SJF est rejoint par Hubert Beuve-Méry, ex-collaborateur du père Marie-Albert Janvier. Journaliste au Temps, puis résistant, dans les maquis du Vercors, des Gliéres, de Manigod et du Tarn, comme lieutenant des Forces françaises de l'intérieur (FFI). Puis il fonde en 1945 le quotidien Le Monde qu'il dirige pendant un quart de siècle.
Après la Libération, le SJF est mené par plusieurs militant du MRP, comme Maurice Carité (journaliste à L'Aube) ou Henri Poumerol, qui, lors de la Grève à la Radiodiffusion-télévision française d'octobre 1962, apporte son soutien au Syndicat des journalistes de radio et de télévision de Joseph Pasteur, victime de sanctions pour avoir tenté de pratiquer un journalisme selon les règles de la déontologie.
Le SJF est affilié à la CFDT après la déconfessionnalisation de la CFTC en 1964. Il est alors mené par Paul Parisot, un journaliste de Franc-Tireur passé à France-Soir, qui combat Robert Hersant avec la société des rédacteurs du journal, avant de rejoindre Le Matin de Paris comme rédacteur en chef. 
Paul Parisot obtient la création de l’Union nationale des syndicats de journalistes (UNSJ) en 1966, pour fédérer les différents syndicats, puis rédige en 1971 la  déclaration des droits et des devoirs des journalistes, dite Charte de Munich, signée par tous les autres syndicats de journalistes en Europe.
Dans les années 1970, le syndicat bénéficie de l'influence de Félix Lacambre, ex-président de l’Action catholique ouvrière (ACO) et chef du service des informations religieuses de La Croix. Présent au bureau national de la confédération CFDT depuis le congrès d'Annecy (1974), il contribue à construire la FTILAC, intégrée dès 1989 par un SJF devenu Union syndicale des journalistes CFDT et élargie en 2005 aux salariés des ex-PTT pour constituer la Fédération communication conseil culture CFDT.

## Présidents
- 1886-1912 : Victor de Marolles (La Corporation)
- 1912-1914 : Victor Taunay (La Vérité), fondateur du Bureau central des associations de presse
- 1914-1923 : Alfred Tastevin de Nouvel (Les Nouvelles clichées)
- 1923-1931 : François Veuillot (L'Univers)
- 1931-1937 : Alfred Michelin (La Croix)
- 1937-1947 : Martial Massiani (La Liberté)
- 1947-1952 : Roger Chaffard-Luçon (L'Aube)
- 1952-1954 : Pierre Denoyer (Le Petit Parisien)
- 1954-1959 : Roger Latu (La Croix)
- 1959-1963 : Paul Thoraval (Le Bâtiment)
- 1963-1968 : Maurice Carité (L'Aube)
- 1968-1975 : Paul Parisot (France-Soir)
- 1975-1981 : Noël Monier (France-Soir)
- 1981-1987 : Jean Delbecchi (L'Agefi et Le Nouveau Journal)

Au milieu des années 2010, le syndicat a lancé un travail de mémoire sur son histoire, avec l'archiviste de la CFDT et des historiens du journalisme.

## Secrétaires généraux
- 1886- : Eugène Tavernier (L'Univers).
- 1930-1931 : Martial Massiani (La Liberté).
- 1931-1938 : Charles Pichon (L'Écho de Paris et Le Figaro).
- 1938-1950 : Jean Morienval (L'Aube).
- 1950-1954 : Pierre Gravend.
- 1954-1975 : André Tisserand (AFP), vice-président après 1952.
- 1975-1983 : Jean Delbecchi (L'Agefi et Le Nouveau Journal).
- 1983-1990 : Gérard Vallès (France 3).
- 1990- : Philippe Laubreaux (Agence Centrale de Presse).
- 1996-2004: Alain Goguey (La Voix du Nord)[5],[6].
- 2004-2005 : Emmanuel Humbert[6] Le Républicain lorrain).
- 2006-2009 : France Ficheux, Dominique Préhu, Xavier Brouet et Jean-François Cullafroz[6].
- 2009-2013 : Nicolas Thiéry[5] (Agence France-Presse).
- 2013-2017 : Gérard Fourgeaud (France Bleu Grenoble).
- depuis 2017 : Frédéric Marion (Agence de presse Plurimédia.

## Autres dirigeants
- Jules Cornély (Le Clairon) (1845-1907) membre fondateur, enseignant
- Paul Thoraval vice-président après 1952
- Henri Poumerol (RTF) vice-président de l’Union nationale des syndicats de journalistes (UNSJ) de 1972 à 1992
- Félix Lacambre (La Croix)  vice-président de 1975 jusqu'à sa retraite en 1982
- René Blanchier (AFP) secrétaire général après 1971